# 奧赫倫貝格
奧赫倫貝格是瑞士的城鎮，位於該國中西部，由伯恩州負責管轄，面積12.13平方公里，六成土地是農業用地，海拔高度580米，2011年人口583，人口密度每平方公里48人。